# Xerodes
Xerodes is een geslacht van vlinders van de familie spanners (Geometridae), uit de onderfamilie Ennominae.

## Soorten
- X. albisparsa Warren, 1896
- X. cinerosa Warren, 1895
- X. ypsaria Guenée, 1858